# Salto (Kap Verde)

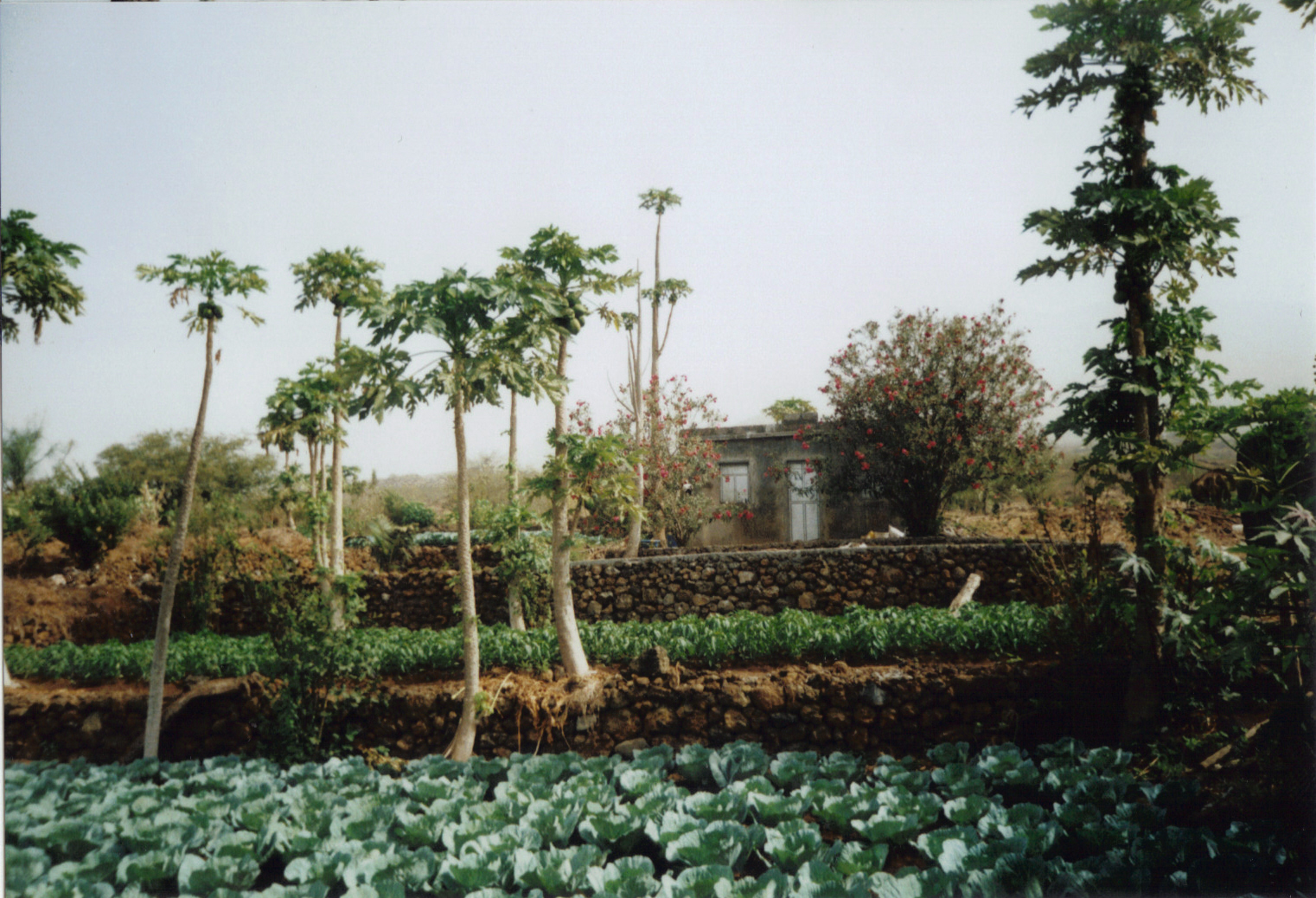
Farm mit Anbau auf Terrassen u. künstlicher Bewässerung in Salto.

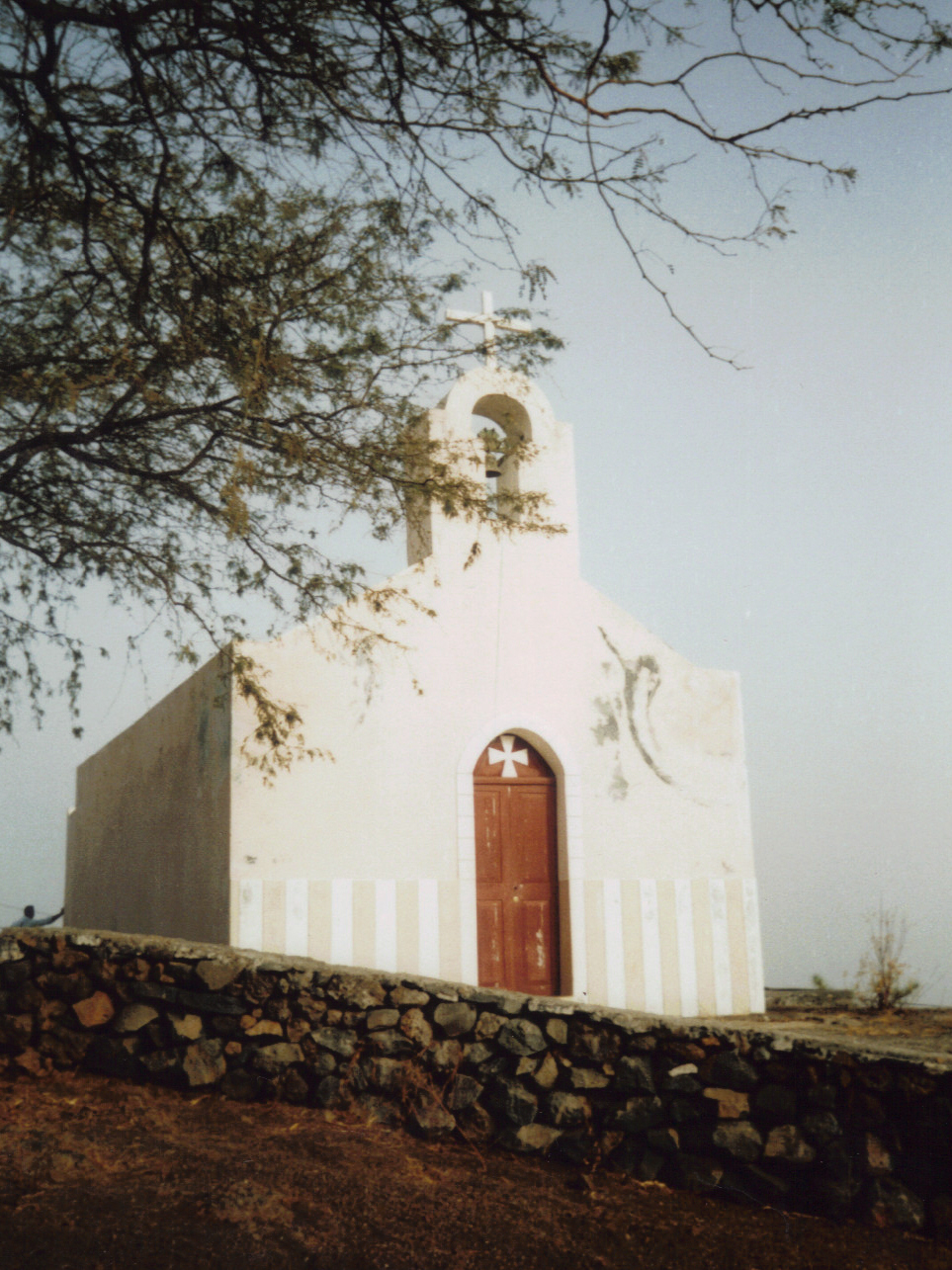
Kirche in Salto.

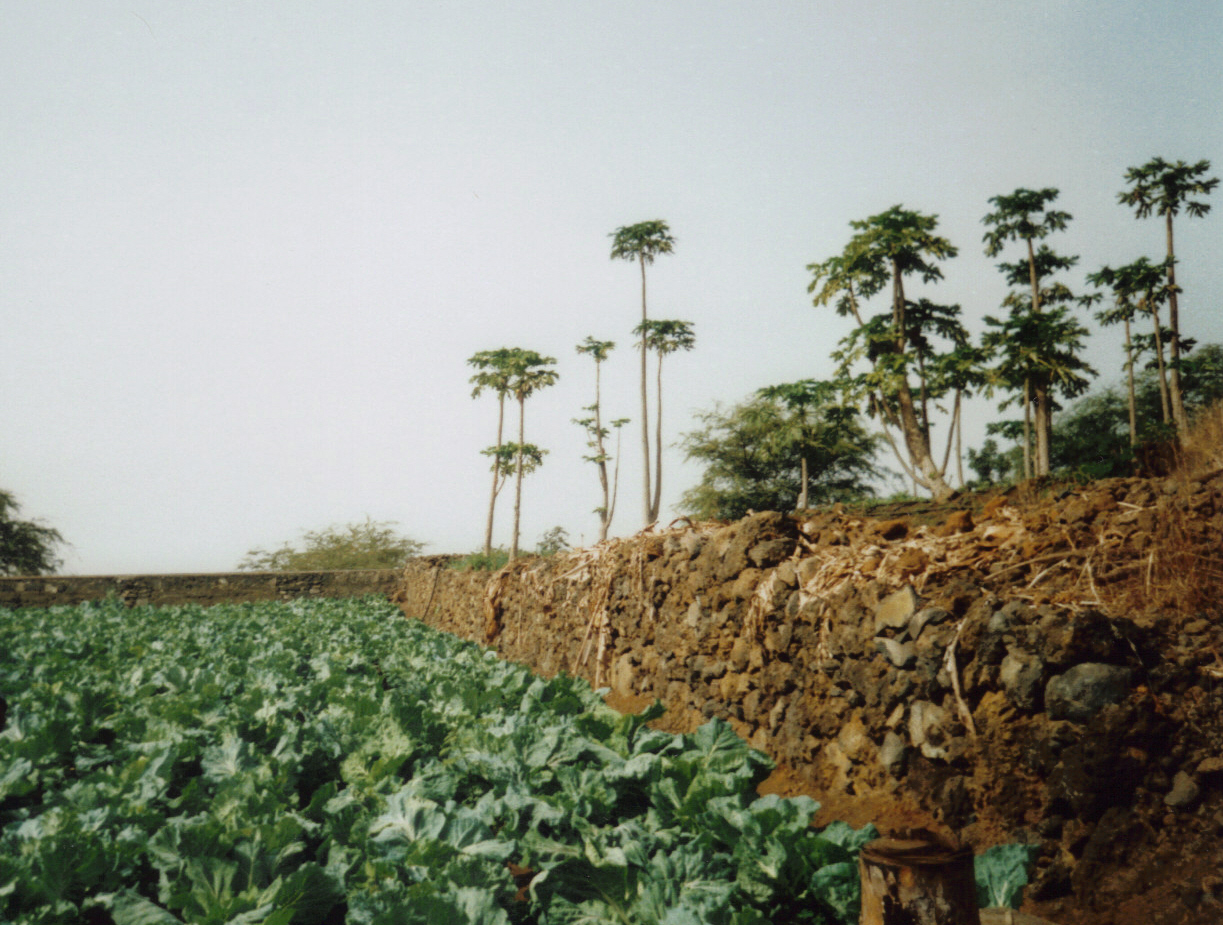
Von Mauern umgebenes Feld in Salto.

Salto ist ein Dorf auf der zu Kap Verde gehörenden Insel Fogo. Es liegt rund 15 km östlich der Inselhauptstadt São Filipe und etwa zwölf Kilometer südlich des Kraters des Vulkans Pico do Fogo, der Hauptsehenswürdigkeit der Insel. Bei den letzten Ausbrüchen von 1951 und 1995 blieb Salto von Zerstörungen verschont. Auf Kreolisch wird der Ort Saltu genannt.

## Infrastruktur
Mit der rund 15 km entfernten Inselhauptstadt São Filipe ist Salto über die gut ausgebaute und bei jedem Wetter befahrbare Ringstraße verbunden, die rund um die Insel Fogo führt. Im Ortskern von Salto zweigt nach Norden eine weitere gut ausgebaute Straße ab. Sie führt über Monte Largo in die touristisch bereits relativ gut erschlossene Region des 2003 gegründeten Naturparks Parque Natural do Fogo, der mit dem aktiven Vulkan Pico do Fogo die Hauptattraktion der gesamten Insel darstellt. Im Osten von Salto erreicht man über das Dorf Cova Matinho, das wegen seines Strandes Praia Casa bekannt ist, Mosteiros, die zweitgrößte Stadt auf Fogo.
Mehrmals am Tag (nicht an Sonn- oder Feiertagen) ist das Dorf von São Filipe aus mit den für die Kapverden typischen Aluguer-Bussen zu erreichen. Sie verkehren auf einer bestimmten Route, allerdings nicht nach einem festen Fahrplan, sondern fahren ab, sobald sich genügend Fahrgäste eingefunden haben.
Salto verfügt eine Schule, eine einfache Gaststätte und Einkaufsmöglichkeiten für den täglichen Bedarf, jedoch zurzeit noch nicht über Unterkünfte für Touristen. Der Ort besteht zum größten Teil aus einstöckigen Häusern mit einem Flachdach oder Walmdach, doch wurden in den letzten Jahren auch  einzelne mehrstöckige Neubauten errichtet, deren Besitzer allerdings nicht alle auf den Kapverden leben.

## Sehenswürdigkeiten und Besonderheiten
Für die Wirtschaft der Insel Fogo ist Salto, das für kapverdische Verhältnisse in einem Gebiet mit relativ üppiger Vegetation liegt, von herausragender Bedeutung, da der Ort Mittelpunkt eines landwirtschaftlich relativ intensiv genutzten Gebietes ist. Die Felder, die zum Schutz vor der Erosion zum größten Teil mit hohen Mauern aus Natursteinen umgeben wurden, werden zum Teil mit Hilfe von Tröpfchenbewässerung bewässert. Manche Felder sind auf Terrassen angelegt. Zwar erhält die Insel Fogo von allen Inseln der Kapverden den meisten Niederschlag, doch gibt es auf Fogo keine Flüsse oder Bäche, die ganzjährig Wasser führen. Da das Regenwasser in dem porösen, vulkanischen Boden schnell versickert, gewinnt man das Wasser durch Tiefbohrungen, die anfangs mit Hilfe der Deutschen Gesellschaft für Technische Zusammenarbeit (DGTZ) durchgeführt wurden. Für die Kapverdischen Inseln, auf denen nur rund ein Zehntel der benötigten Nahrungsmittel im Land selbst produziert werden, ist dies von immenser Bedeutung, auch ist der Transport importierter Nahrungsmittel von Mindelo und den anderen internationalen Häfen der Kapverden zu den kleineren Nebeninseln wie Fogo nicht selten mit Problemen verbunden. Auf den Feldern um Salto werden hauptsächlich Kartoffeln, Mais und Gemüse wie z. B. Paprika, Kohl und Auberginen und vereinzelt Zuckerrohr angebaut. Auch  Bananen, Papayas und Tamarinden gedeihen in dem Gebiet um Salto gut.
Die Kirche von Salto ist ebenfalls sehenswert und lohnt auf der Fahrt zum Parque Natural do Fogo einen Zwischenstopp.